# Creswick Peaks
Die Creswick Peaks sind ein imposantes Massiv mit mehreren Gipfeln einer Höhe von bis zu 1465 m an der Rymill-Küste im Westen des Palmerlands auf der Antarktischen Halbinsel. Das Massiv ragt am nordöstlichen Ende des Moore Point zwischen dem Naess-Gletscher und dem Meiklejohn-Gletscher 5 km landeinwärts des George-VI-Sunds auf.
Teilnehmer der British Graham Land Expedition (1934–1937) unter der Leitung des australischen Polarforschers John Rymill nahmen 1936 eine erste Vermessung vor. Das UK Antarctic Place-Names Committee benannte das Gebirge 1954 Frances Elizabeth Creswick (1907–2002), stellvertretende Direktorin des Scott Polar Research Institute von 1931 bis 1938, die an den Vorbereitungsarbeiten zur British Graham Land Expedition beteiligt war.